# Памаликан
Памаликан е малък коралов остров тип атол от oстровите Куйо в морето Сулу в северната част на провинция Палаван на територията на Филипините.
Има координати 11°21′35″ северна ширина (N) и 120°43′30″ източна дължина (E). Островът се намира в средата на коралов риф с площ 7 km². Дължината му е 2,5 km (1,6 мили), а размерът в най-широката му част е само 500 метра. Средната надморска височина на острова е 4 m. Памаликан е един от най-добрите островни курорти в света. 

## История и туризъм
Островът първоначално е бил експлоатиран като семейна плантация. След това е закупен от Aндрéс Сoриaнo, успешен бизнесмен. После децата му решават да построят курорт на острова и да поемат отговорността за ръководството да създадат изключителен курорт. Островът е изцяло частна собственост и принадлежи към общност от 7 морски курорта, собственост на фамилията Сoриaнo. Той е известен още с името Аманпуло (Amanpulo) като част от курортната група от висок клас Aman Resorts. Около 40 % от служителите са от съседния остров Манамок (6 km).
Островът е често посещаван от туристи и е считан за едно от най-добрите места за почивка в света. Съществува малко курортно селище и писта за малки самолети. Островът се обслужва от самолет „Дорниер 228-202K“, който лети от Манила за 70 минути и се използва за фериботни клиенти и за снабдяване на курорта. Към всяко бунгало (casita) има лична кола за свободно движение в целия остров. Памаликан е идилично място с чисто бели плажове, буйна тропическа растителност и блатисто море с коралови рифове. Атмосферата на острова е изключително спокойна и уединена.
Предлагат се дейности за гмуркане, които позволяват приятно гледане на корали и лъчи и сияния, както и срещи с големи костенурки. В хижа „Уиндсърф“ на северния бряг се предлагат няколко уиндсърф дъски и платна. Защитената плитка лагуна позволява лесен уиндсърфинг на равна повърхност и е особено благоприятна по време на сезона на мусоните (ноември до май), когато вятърът духа към на сушата. 
Основен проблем за Памаликан е рискът от циклони.
На 221 km северозападно от него има и друг по-малък филипински остров с името Памаликан, с площ 0,5 km², западно от големия остров Бусуанга, също в провинция Палаван. 